# Coleophora partitella
Coleophora partitella é uma espécie de mariposa do gênero Coleophora pertencente à família Coleophoridae.